# CM-12戰車
CM-12戰車是中華民國對在役的M48A3戰車進行改裝後所命名的型號，戰車發展研究中心為中華民國陸軍生產450輛CM-11勇虎式戰車時，所採購的射控系統比原訂的450套額外多出100套，陸軍於是利用這些多出的裝備為使用中的M48A3戰車進行升級，改裝完成的時間點約在1993年或以前。CM-12和CM-11在外觀的最大分別，是CM-12沿用M48A3的車體和炮塔，所以車頭呈圓弧狀，CM-11則是採用新購的M60A3戰車車體，車頭是直線平面。CM-12戰車於2025年送往兵整中心，等待拆解，預計2026年退役。

## 概述
CM-12是挑選狀況較好的M48A3翻修及升級而成，車體經翻新後換裝AVDS-1790-2CMRS柴油引擎與CD-850-6A1變速箱，履帶也更改為T142型履帶，而炮塔則改裝與CM-11相同的M68 105毫米口徑線膛炮，並換裝CM-11相同的射控系統及炮塔控制設備，改裝之後的戰車稱為CM-12。
戰車發展中心與美國通用動力地面系統（General Dynamics Land Systems）合作開發CM-11勇虎戰車的過程中，曾經以M48A5的實車作為參考。M48A5是美軍於1975年為當時仍在役的M48A3提升火力，而將原有的M41 90毫米線膛炮換裝為M68 105毫米口徑線膛炮而成的改良型。美軍為M48A3更換主炮成為此型戰車提升火力的示範，中華民國陸軍因此也有為現役的M48A3改裝105毫米炮的計劃。

## 翻新及改造
因為M48A3推出時，更新式的M60已經投產，所以M48A3並沒有新造的量產車，美軍的M48A3及M48A5都是由1950年代後期量產的M48A1或M48A2戰車升級而成，而中華民國陸軍操作的M48A3則是在1970年代中期向美軍購入的二手車。因為美軍在1970年代中期已由M60A1作為主力，屬於下一代的M1主力戰車亦已經開始研發，M48A3則已退居二線，並逐漸移交予州政府的國民警衛隊，所以美軍的M48A5僅換裝了M60戰車使用的105毫米口徑炮，射控系統並沒有重大修改。中華民國陸軍的CM-12升級後的外觀雖然與M48A5甚為相似，但射控系統經過徹底升級，炮塔經過翻新及改造後與CM-11所安裝的並無二致。M48A3原有的射控設備由CM-11勇虎戰車使用的數字化射控系統取代，而CM-11的射控系統是衍生自當時美國最新式的M1戰車，CM-12因此也配有鐳射測距儀及先進的熱影像夜視儀。炮塔後部加裝M48A5都沒有的環境感測器，用於收集風向、風速和氣壓等數據提升射擊精確度，配合數字化彈道電腦及熱成像夜視儀，使得CM-12在日間和夜間都具備在行進中射擊移動目標的能力，CM-12的射控系統在1980年代後期屬於先進水平，並非仍在使用光學測距及類比式彈道計算機的原版M48A5可以比擬。但是CM-11是採用新購的M60A3車體，CM-12則沿用M48A3的舊車體，M48A3本身又是翻修自更早期的M48A1和M48A2，所以CM-12的性能提升受制於M48的原始車體設計，整體性能包括射擊精確度都不如新造的CM-11。另外，車體內有許多油箱空間，於改造時被改用作收納新設備，引致CM-12的行車距離大幅縮短，其203公里的續航力不但比只是換裝105毫米炮的M48A5短，甚至比使用汽油引擎的M48A2更短，但因為陸軍採取戰略守勢，又缺乏廣闊的防守縱深，而且當時沒有其他車型可供替換，所以行車距離短的缺點尚可接受。
CM-12的武裝與CM-11相同，主炮是聯勤兵工廠仿製的M68A1 105毫米口徑線膛炮，可以發射包括尾翼穩定脫殼穿甲彈在內的多種彈藥，車上可以攜帶60發炮彈。車長槍塔換裝以色列設計的Urdan車長槍塔取代M48A3原裝的M1車長槍塔，配備一挺M2HB 12.7毫米口徑機槍，這款車長槍塔的輪廓比原裝低矮，可降低被發現機會，但車長需伸出車外操作機槍。裝填手觀測塔另外有一挺T74 7.62毫米口徑機槍。炮塔內裝設一挺M240 7.62毫米口徑同軸機槍。炮塔兩側各加裝一組與CM-11相同的M239 66毫米六聯裝煙幕彈發射器。車上配備核生化防護系統，屬於M60戰車所使用的中央過濾式設計，組員須使用面罩呼吸經過濾毒器過濾的空氣。

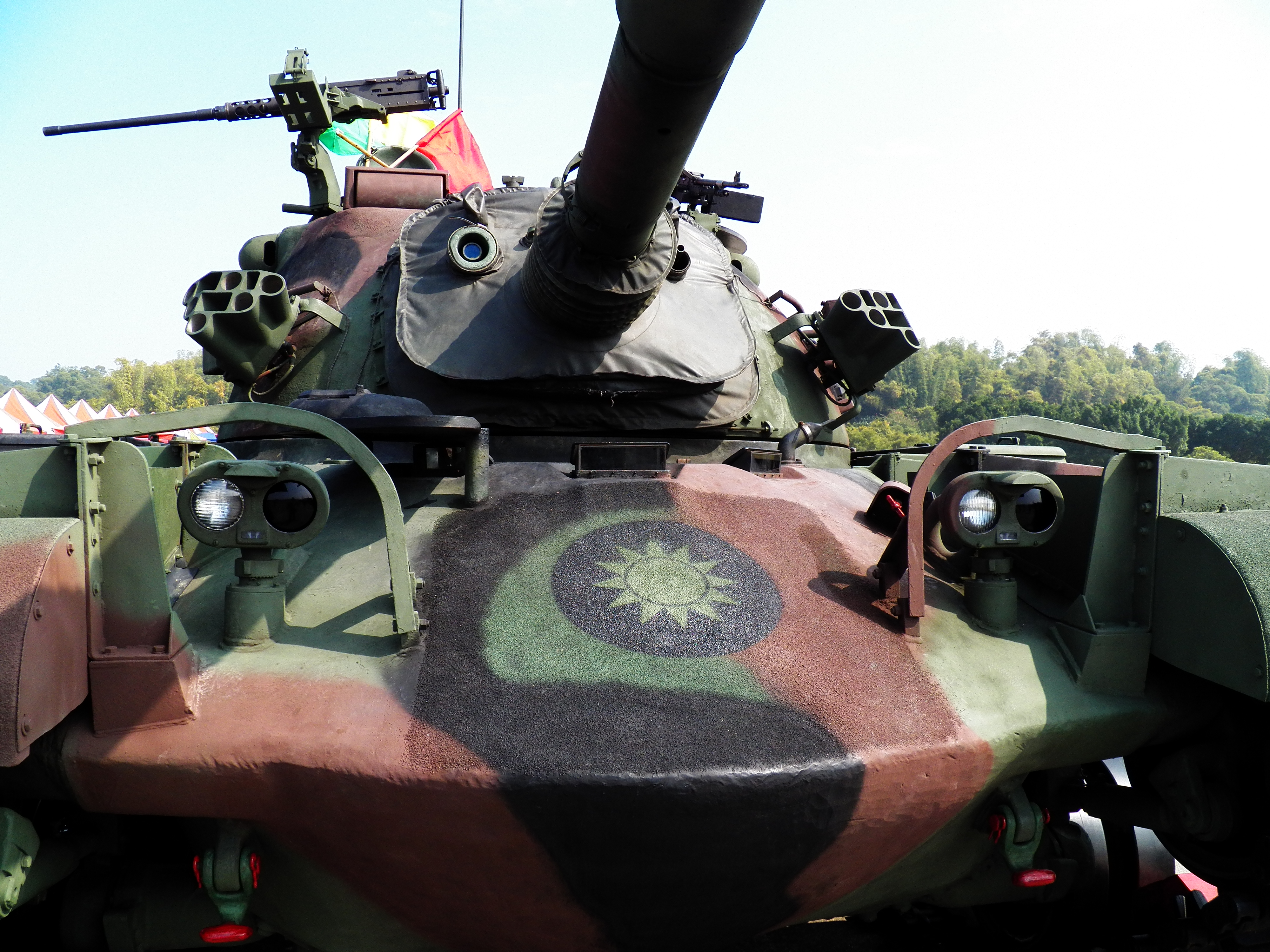
車頭特寫。
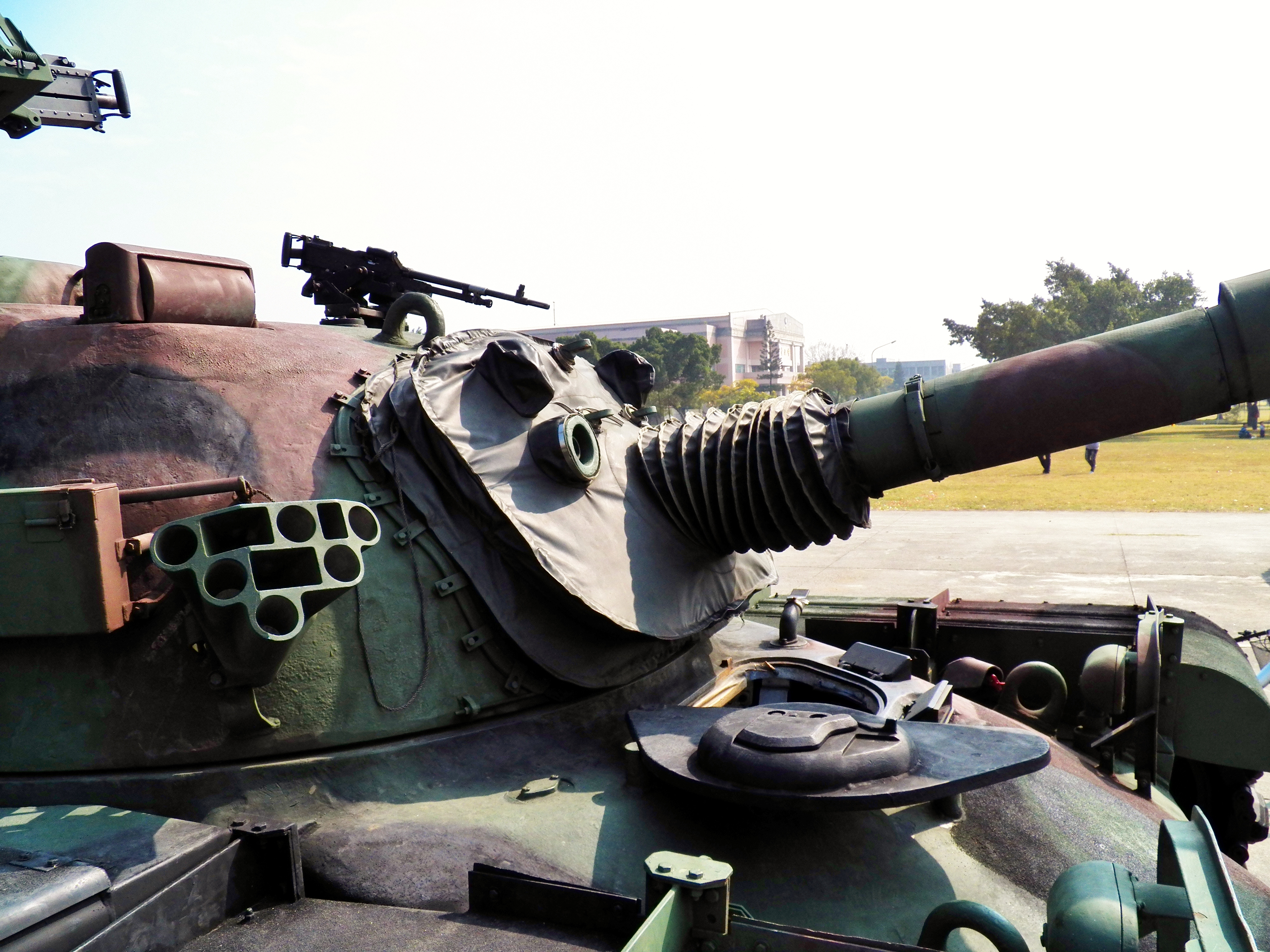
砲塔前盾與駕駛艙出口。
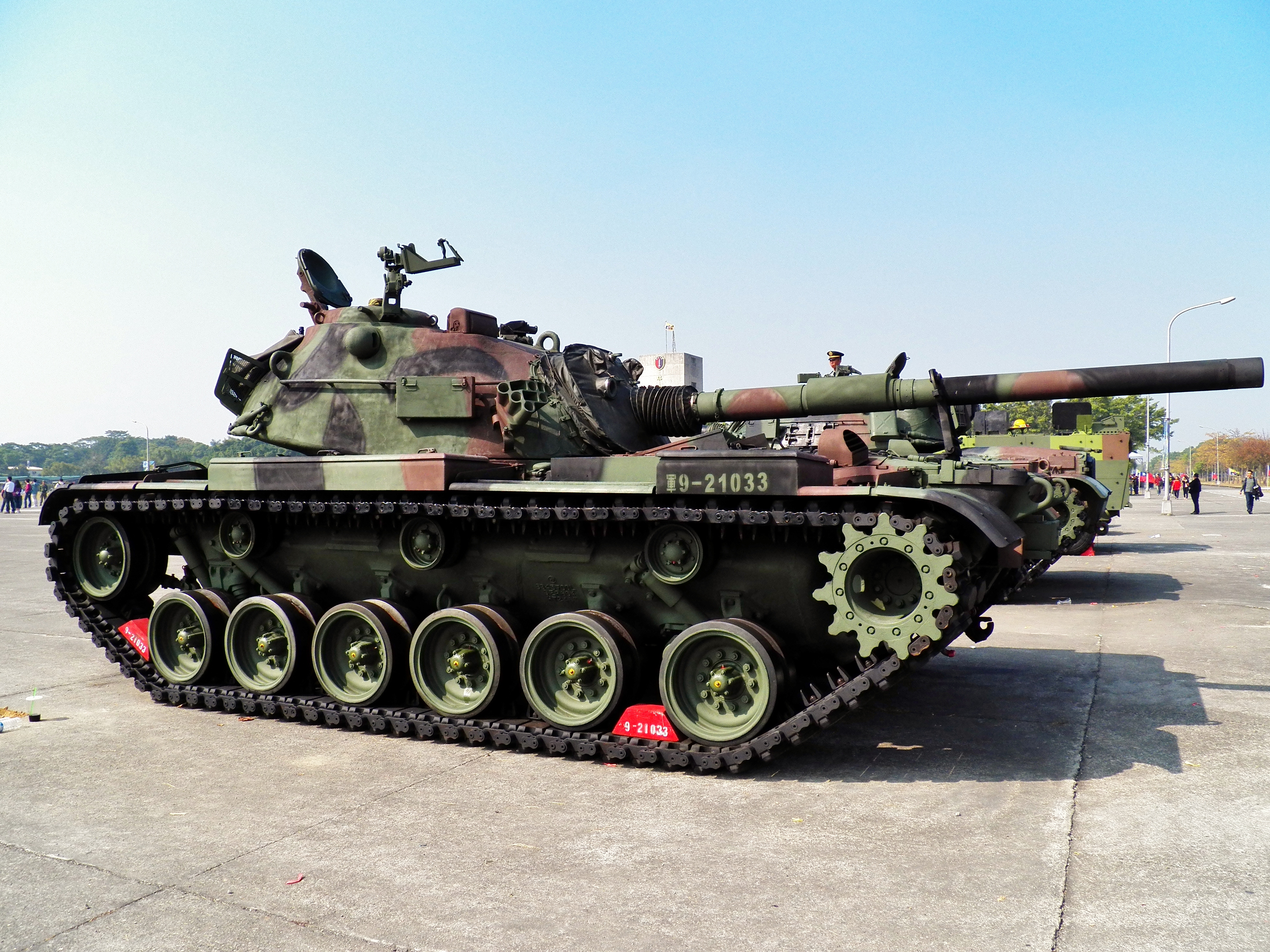
運輸狀態。

## 外觀分別
分辨CM-11和CM-12的方法為觀察車身的前端上部，CM-11為平面，CM-12為圓弧型。分辨CM-12和M48A3的方法為觀察炮管長短，CM-12的105毫米口徑炮的炮管比M48A3的90毫米口徑炮長，也沒有90毫米炮的炮口制退器；而履帶頂支輪CM-12為3個，M48A3則為5個。另外，M48A3的原裝車長槍塔體積較大及其M85重機槍只有槍管外露，CM-12改用低輪廓車長槍塔及M2重機槍完全外置。

## 使用情況
CM-12是M48A3改裝而成，因此整體防護力仍是1950年代中期至1960年代初期的水平，車體和炮塔都是鑄造，只有傳統裝甲，裝甲防護已無法與配備複合裝甲的新一代主力戰車相比。因為陸軍長期缺乏預算購買新戰車，所以在1980年代末期使用CM-11的技術改良M48A3成為CM-12，算是在新戰車服役前的過渡性方案。由於M48戰車的炮塔內部空間比M60A3的長鼻形炮塔細小，改裝數位化射控系統後，耗電量增加但散熱空間卻不足，所以CM-12的射控系統也出現CM-11的可靠性問題，一些專用零部件也因為原廠商停產而面臨短缺，導致妥善率下降。雖然購買新戰車的計劃一再延遲，但中華民國軍方實施精實案與精進案後，陸軍的規模已大幅縮減，CM-11與M60A3 TTS的總量已經足以應付中華民國陸軍需求，所以最少有半數的CM-12已處於退役封存狀態，CM-12目前的主要角色是部隊的教育及訓練用途，但為確保動員裝備妥善，有部分CM-12戰車採用「平封戰啟」實施封存，以節約維保人力，並維持裝備妥善，由陸軍後勤指揮部依政府採購法辦理相關作業。餘下未獲得提升為CM-12規格的90毫米炮M48A3戰車已經除役，並逐漸被解體回收有用物料。陸軍已於2019年7月通過軍購從美國引進108輛M1A2T主力戰車。由於CM-12的炮塔缺乏升級使用120毫米滑膛炮的空間，而其已使用數十年的車體及老舊的懸掛系統也難以承受120毫米滑膛炮開火時的後坐力，其升級潛力相形之下不及炮塔較大及車體較新的M60A3。2025年5月24日，中華民國陸軍宣布CM-12於2026年退役，全數已被送往兵整中心等待拆解，回收物料作為備料等零件使用。